# 索菲伊夫卡 (茲古里夫卡區)
50°31′2″N 31°36′46″E / 50.51722°N 31.61278°E
索菲伊夫卡（烏克蘭語：Софіївка）是位於烏克蘭北部的村莊，由基辅州布羅瓦里區的茲胡里夫卡市鎮負責管轄。該村始建於1820年，面積1.67平方公里，海拔高度134米，2001年人口278，人口密度每平方公里166.7人。